# Kang Chae-young
Kang Chae-young (née le 8 juin 1996) est une archère sud-coréenne. Elle est médaillée de bronze aux championnats du monde de tir à l'arc.

## Biographie
Kang Chae-young fait ses débuts au tir à l'arc en 2005. Ses premières compétitions internationales ont lieu en 2015. Cette même année, elle remporte le bronze des épreuves de tir à l'arc par équipe femme lors des championnats du monde.

## Palmarès
- Championnats du monde[1]
  -  Médaille d'or à l'épreuve par équipe femme aux championnats du monde junior 2011 à Legnica.
  -  Médaille de bronze à l'épreuve par équipe femme aux championnats du monde 2015 à Copenhague (avec Ki Bo-bae et Choi Misun).
  -  Médaille d'or à l'épreuve par équipe femme aux championnats du monde de 2017 à Mexico (avec Chang Hye-jin et Choi Mi-sun).
  -  Médaille d'or à l'épreuve par équipe mixte aux championnats du monde de 2017 à Mexico (avec Im Dong-hyun).

- Coupe du monde[1]
  -  Médaille d'or à l'épreuve par équipe femme à la coupe du monde 2015 de Shanghai.
  -  Médaille d'or à l'épreuve par équipe femme à la coupe du monde 2015 de Shanghai.
  -  Médaille d'or à l'épreuve individuel femme à la coupe du monde 2015 de Shanghai.
  -  Médaille d'argent à l'épreuve par équipe femme à la coupe du monde 2015 de Antalya.
  -  Médaille d'or à l'épreuve individuelle femme à la coupe du monde 2017 de Berlin.
  -  Médaille d'or à l'épreuve par équipe femme à la coupe du monde 2017 de Berlin.
  -  Médaille d'or à l'épreuve par équipe femme à la coupe du monde 2018 de Shanghai.
  -  Médaille d'or à l'épreuve par équipe femme à la coupe du monde 2018 de Antalya.

- Universiade[1]
  -  Médaille d'argent à l'épreuve par équipe femme aux Universiade d'été de 2015 de Gwangju.
  -  Médaille d'or à l'épreuve individuelle femme aux Universiade d'été de 2017 de Taipei.
  -  Médaille d'or à l'épreuve par équipe femme aux Universiade d'été de 2017 de Taipei.